# Derek Reginald Bell
Derek Reginald Bell MBE (Pinner, 31 de outubro de 1941) é um ex-piloto de corridas da Inglaterra.
Venceu cinco vezes as 24 Horas de Le Mans. Também correu na Fórmula 1 para as equipes: Ferrari, McLaren, Surtees, Tecno.
Venceu dois Campeonatos Mundiais de carros esportivos (1985-86), três 24 Horas de Daytona (1986-87 e 1989) e cinco vitórias em Le Mans (1975, 1981, 1982, 1986 e 1987), principalmente junto com Jacky Ickx em um dos Porsche 936 e Porsche 956/962. 
Em 1986 Bell foi agraciado com o título de membro da Ordem do Império Britânico.
Seu filho, Justin Bell também é um piloto. Os dois juntos correram em 1991 às 24 Horas de Daytona, e, em 1992 às 24 Horas de Le Mans.

### Resultados na Fórmula 1
| Ano  | Nome Oficial da Equipe      | Chassis        | Motor                  | 1   | 2   | 3   | 4         | 5   | 6         | 7         | 8         | 9         | 10       | 11        | 12        | 13       | 14       | 15  | Pontos | Posição |
| ---- | --------------------------- | -------------- | ---------------------- | --- | --- | --- | --------- | --- | --------- | --------- | --------- | --------- | -------- | --------- | --------- | -------- | -------- | --- | ------ | ------- |
| 1968 | Scuderia Ferrari SpA SEFAC  | Ferrari 312/68 | Ferrari 242C V12       | RSA | ESP | MON | BEL       | HOL | FRA       | GBR       | GER       | ITA Ret F | CAN      |           |           |          |          |     | 0      | NC      |
| 1968 | Scuderia Ferrari SpA SEFAC  | Ferrari 312/67 | Ferrari 242C V12       |     |     |     |           |     |           |           |           |           |          | EUA Ret F | MEX       |          |          |     | 0      | NC      |
| 1969 | Bruce McLaren Motor Racing  | McLaren M9A    | Ford Cosworth DFV V8   | RSA | ESP | MON | HOL       | FRA | GBR Ret F | GER       | ITA       | CAN       | EUA      | MEX       |           |          |          |     | 0      | NC      |
| 1970 | Tom Wheatcroft Racing       | Brabham BT26A  | Ford Cosworth DFV V8   | RSA | ESP | MON | BEL Ret G | HOL | FRA       | GBR       | GER       | AUT       | ITA      | CAN       |           |          |          |     | 1      | 22º     |
| 1970 | Team Surtees                | Surtees TS7    | Ford Cosworth DFV V8   |     |     |     |           |     |           |           |           |           |          |           | EUA 6º G  | MEX      |          |     | 1      | 22º     |
| 1971 | Team Surtees                | Surtees TS9    | Ford Cosworth DFV V8   | RSA | ESP | MON | HOL       | FRA | GBR Ret F | GER       | AUT       | ITA       | CAN      | EUA       |           |          |          |     | 0      | NC      |
| 1972 | Martini Racing Team         | Tecno PA123    | Tecno Series-P 3.0 F12 | ARG | RSA | ESP | MON       | BEL | FRA DNS F | GBR Ret F | GER Ret F | AUT DNS F | ITA NQ F | CAN DNS F | EUA Ret G |          |          |     | 0      | NC      |
| 1974 | Bang & Olufsen Team Surtees | Surtees TS16   | Ford Cosworth DFV V8   | ARG | BRA | RSA | ESP       | BEL | MON       | SUE       | HOL       | FRA       | GBR NQ F |           |           |          |          |     | 0      | NC      |
| 1974 | Team Surtees                | Surtees TS16   | Ford Cosworth DFV V8   |     |     |     |           |     |           |           |           |           |          | GER 11º F | AUT NQ F  | ITA NQ F | CAN NQ F | EUA | 0      | NC      |

### 24 Horas de Le Mans
| Ano  | Equipe                                              | Co-pilotos                        | Carro                    | Classe    | Voltas | Pos. | Class Pos. |
| ---- | --------------------------------------------------- | --------------------------------- | ------------------------ | --------- | ------ | ---- | ---------- |
| 1970 | SpA Ferrari SEFAC                                   | Ronnie Peterson                   | Ferrari 512S             | S 5.0     | 39     | DNF  | DNF        |
| 1971 | John Wyer Automotive Engineering Ltd.               | Jo Siffert                        | Porsche 917LH            | S 5.0     | 240    | DNF  | DNF        |
| 1972 | Ecurie Francorchamps                                | Teddy Pilette Richard Bond        | Ferrari 365 GTB/4        | GT 5.0    | 301    | 8º   | 4º         |
| 1973 | Gulf Research Racing                                | Howden Ganley                     | Mirage M6-Ford Cosworth  | S 3.0     | 163    | DNF  | DNF        |
| 1974 | Gulf Research Racing                                | Mike Hailwood                     | Gulf GR7-Ford Cosworth   | S 3.0     | 317    | 4º   | 4º         |
| 1975 | Gulf Research Racing                                | Jacky Ickx                        | Mirage GR8-Ford Cosworth | S 3.0     | 336    | 1º   | 1º         |
| 1976 | Grand Touring Cars Inc.                             | Vern Schuppan                     | Mirage GR8-Ford Cosworth | S 3.0     | 326    | 5º   | 4º         |
| 1977 | Renault Sport                                       | Jean-Pierre Jabouille             | Renault Alpine A442      | S +2.0    | 257    | DNF  | DNF        |
| 1978 | Renault Sport                                       | Jean-Pierre Jarier                | Renault Alpine A442A     | S +2.0    | 162    | DNF  | DNF        |
| 1979 | Grand Touring Cars Inc. Ford Concessionaires France | David Hobbs Vern Schuppan         | Mirage M10-Ford Cosworth | S +2.0    | 262    | DNF  | DNF        |
| 1980 | Porsche System                                      | Al Holbert                        | Porsche 924 Carrera GT   | GTP       | 305    | 13º  | 6º         |
| 1981 | Porsche System                                      | Jacky Ickx                        | Porsche 936              | S +2.0    | 354    | 1º   | 1º         |
| 1982 | Rothmans Porsche System                             | Jacky Ickx                        | Porsche 956              | C         | 359    | 1º   | 1º         |
| 1983 | Rothmans Porsche System                             | Jacky Ickx                        | Porsche 956              | C         | 370    | 2º   | 2º         |
| 1985 | Rothmans Porsche                                    | Hans-Joachim Stuck                | Porsche 962C             | C1        | 367    | 3º   | 3º         |
| 1986 | Rothmans Porsche                                    | Al Holbert Hans-Joachim Stuck     | Porsche 962C             | C1        | 368    | 1º   | 1º         |
| 1987 | Rothmans Porsche                                    | Hans-Joachim Stuck Al Holbert     | Porsche 962C             | C1        | 355    | 1º   | 1º         |
| 1988 | Porsche AG                                          | Hans-Joachim Stuck Klaus Ludwig   | Porsche 962C             | C1        | 394    | 2º   | 2º         |
| 1989 | Richard Lloyd Racing                                | Tiff Needell James Weaver         | Porsche 962C GTi         | C1        | 339    | DNF  | DNF        |
| 1990 | Joest Porsche Racing                                | Hans-Joachim Stuck Frank Jelinski | Porsche 962C             | C1        | 350    | 4º   | 4º         |
| 1991 | Konrad Motorsport Joest Porsche Racing              | Hans-Joachim Stuck Frank Jelinski | Porsche 962C             | C2        | 347    | 7º   | 7º         |
| 1992 | ADA Engineering                                     | Tiff Needell Justin Bell          | Porsche 962C GTi         | C3        | 284    | 12º  | 5º         |
| 1993 | Courage Compétition                                 | Lionel Robert Pascal Fabre        | Courage C30LM-Porsche    | C2        | 347    | 10º  | 5º         |
| 1994 | Gulf Oil Racing                                     | Robin Donovan Jürgen Lässig       | Kremer K8 Spyder-Porsche | LMP1 /C90 | 316    | 6º   | 3rd        |
| 1995 | Harrods Mach One Racing David Price Racing          | Andy Wallace Justin Bell          | McLaren F1 GTR           | GT1       | 296    | 3º   | 2º         |
| 1996 | Harrods Mach One Racing David Price Racing          | Andy Wallace Olivier Grouillard   | McLaren F1 GTR           | GT1       | 328    | 6º   | 5º         |